# Peter Pullicino
Peter William Pullicino (* 17. Juni 1976 in Sydney) ist ein ehemaliger australisch-maltesischer Fußballspieler.
Pullicino spielte bis zu seinem Wechsel nach Malta bei unterklassigen australischen Vereinen. Im Sommer 2001 wurde er von Hibernians Paola verpflichtet. Aufgrund seiner starken guten Leistung bekam er die maltesische Staatsbürgerschaft und wurde zwischen 2004 und 2008 regelmäßig eingesetzt und bestritt insgesamt 22 Länderspiele für die Nationalmannschaft Maltas. Nach einem halben Jahr bei FC Msida Saint Joseph spielte er von 2007 bis 2011 FC Marsaxlokk.

## Erfolge
Hibernians Paola
- 2001/02 Meister Maltese Premier League

FC Marsaxlokk
- 2006/07 Meister Maltese Premier League